# بمس خسوس را دو گالو
بمس خسوس را دو گالو (به پرتغالی: Bom Jesus do Galho) یک منطقهٔ مسکونی در برزیل است که در میناز ژرایس واقع شده‌است. بمس خسوس را دو گالو ۱۴٬۸۶۲ نفر جمعیت دارد.